# Massif d'Altzania

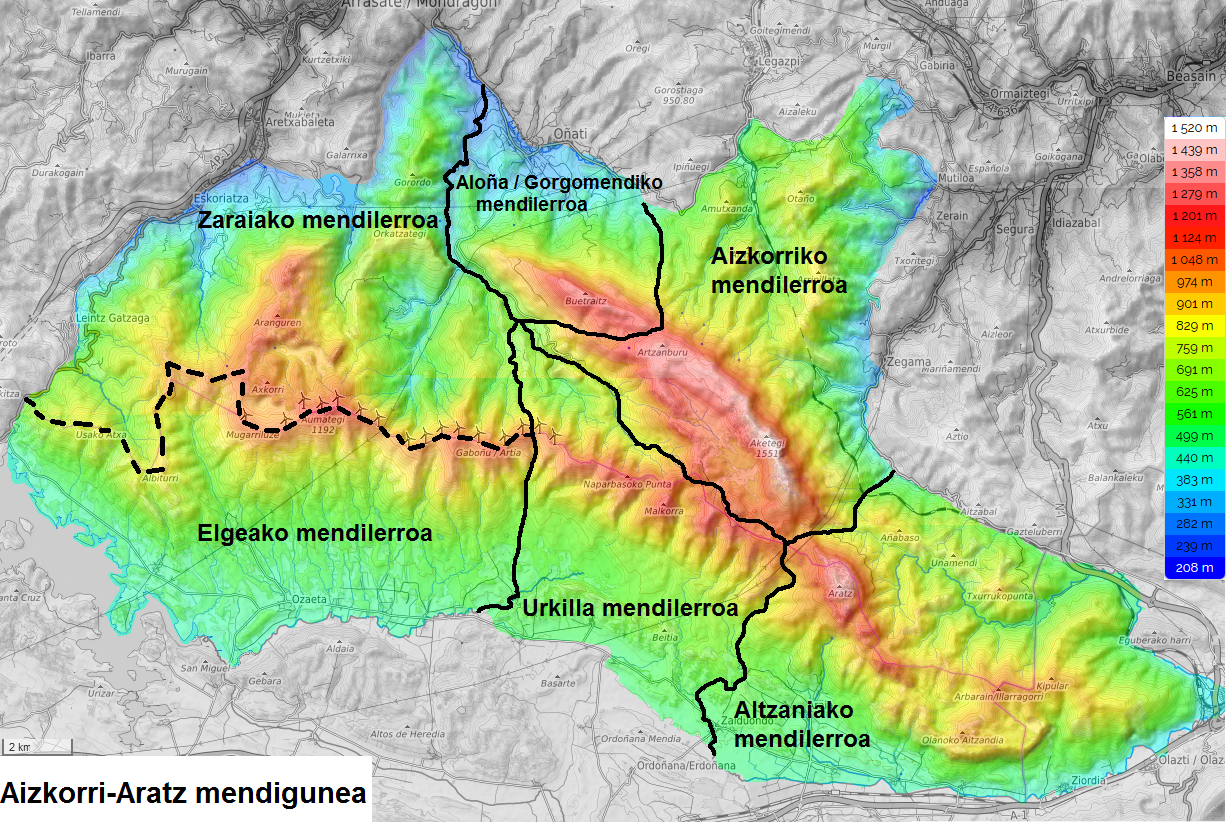
Massif d'Altzania dans le massif d'Aizkorri-Aratz.

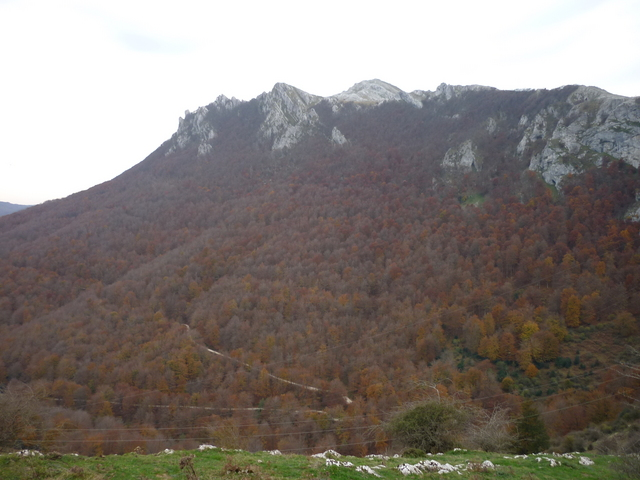
Hêtraie sur le massif d'Altzania.

Le massif d'Altzania est partagé entre le Guipuscoa et l'Alava dans les Montagnes basques, dans les communes d'Asparrena et de Zegama.
Ses trois monts principaux sont l'Aratz (1 443 m) le plus haut, puis l'Allaitz ou Allarte (1 231 m) et ensuite l'Umandia (1 218 m). L'Arbarain, (1 118 m) se situe à la limite de la Navarre, du Guipuscoa et de l'Alava.

## Sommets
- Aratz, 1 445 m 42° 55′ 15″ nord, 2° 18′ 18″ ouest (Alava)
- Elurzuloak, 1 431 m 42° 55′ 22″ nord, 2° 18′ 25″ ouest (Alava)
- Maillukate, 1 329 m 42° 55′ 39″ nord, 2° 18′ 19″ ouest (Alava et Guipuscoa)
- Imeleku, 1 319 m 42° 54′ 57″ nord, 2° 18′ 09″ ouest (Alava)
- Argorri, 1 311 m 42° 55′ 37″ nord, 2° 18′ 32″ ouest (Guipuscoa)
- Allaitz, 1 245 m 42° 54′ 36″ nord, 2° 17′ 43″ ouest (Alava)
- Umandia, 1 225 m 42° 54′ 08″ nord, 2° 17′ 25″ ouest (Alava)
- Hagineta, 1 223 m 42° 55′ 19″ nord, 2° 18′ 48″ ouest (Alava)
- Allaiztxiki, 1 171 m 42° 54′ 25″ nord, 2° 17′ 44″ ouest (Alava)
- Arbarain, 1 118 m 42° 53′ 43″ nord, 2° 15′ 02″ ouest (entre la Navarre, le Guipuscoa et l'Alava)
- Aitzandia, 1 083 m 42° 53′ 03″ nord, 2° 15′ 46″ ouest (Alava)
- Kipular, 1 059 m 42° 53′ 54″ nord, 2° 13′ 55″ ouest (Navarre)
- Aiztxiki, 1 058 m 42° 53′ 05″ nord, 2° 15′ 34″ ouest (Alava)
- Ibirigana, 1 054 m 42° 53′ 47″ nord, 2° 14′ 11″ ouest (Navarre)
- Harrobigana, 1 032 m 42° 53′ 57″ nord, 2° 15′ 56″ ouest (Alava)
- Albeizko Haitza, 1 014 m 42° 53′ 27″ nord, 2° 17′ 11″ ouest (Alava)
- Beorkolarre, 1 008 m 42° 53′ 19″ nord, 2° 14′ 27″ ouest (Navarre)
- Aiztxipi, 1 000 m 42° 53′ 28″ nord, 2° 14′ 26″ ouest (Navarre)
- Artzanegi, 991 m 42° 53′ 12″ nord, 2° 16′ 37″ ouest (Alava)
- Txurruko Punta, 991 m 42° 55′ 13″ nord, 2° 15′ 01″ ouest (Guipuscoa)
- Atxu, 979 m 42° 57′ 47″ nord, 2° 13′ 00″ ouest (Guipuscoa)
- Iramendi, 975 m 42° 54′ 53″ nord, 2° 16′ 43″ ouest (Guipuscoa)
- Atxipi, 952 m 42° 53′ 17″ nord, 2° 16′ 51″ ouest (Alava)
- Izozkogañe, 937 m 42° 57′ 28″ nord, 2° 12′ 54″ ouest (Guipuscoa)
- Beturtzin, 916 m 42° 56′ 36″ nord, 2° 12′ 58″ ouest (Guipuscoa)
- Gran Azor, 910 m 42° 52′ 42″ nord, 2° 15′ 40″ ouest (Alava)
- Unamendi, 898 m 42° 55′ 44″ nord, 2° 15′ 57″ ouest (Guipuscoa)
- Aztio, 893 m 42° 57′ 38″ nord, 2° 15′ 54″ ouest (Guipuscoa)
- Egiroeta, 893 m 42° 57′ 26″ nord, 2° 13′ 29″ ouest (Guipuscoa)
- Arrazpi, 887 m 42° 54′ 02″ nord, 2° 18′ 16″ ouest (Alava)
- Motto, 887 m 42° 54′ 44″ nord, 2° 13′ 17″ ouest (Navarre)
- San Migel Haitza, 867 m 42° 54′ 09″ nord, 2° 18′ 56″ ouest (Alava)
- Zabalaitz, 866 m 42° 55′ 43″ nord, 2° 14′ 58″ ouest (Guipuscoa)
- Marutegi, 863 m 42° 54′ 17″ nord, 2° 19′ 09″ ouest (Alava)
- Gazteluberri, 862 m 42° 56′ 11″ nord, 2° 14′ 18″ ouest (Guipuscoa)
- Naparaitz, 860 m 42° 55′ 40″ nord, 2° 14′ 48″ ouest (Guipuscoa)
- Orobe, 842 m 42° 55′ 04″ nord, 2° 13′ 04″ ouest (Navarre)
- Trikumuñoeta, 806 m 42° 57′ 25″ nord, 2° 16′ 31″ ouest (Guipuscoa)
- Aitzabal, 794 m 42° 56′ 45″ nord, 2° 15′ 34″ ouest (Guipuscoa)
- Mariñamendi, 786 m 42° 58′ 39″ nord, 2° 16′ 00″ ouest (Guipuscoa)
- Mendiurkillo, 784 m 42° 57′ 15″ nord, 2° 15′ 10″ ouest (Guipuscoa)
- Atxurbide, 782 m 42° 59′ 14″ nord, 2° 12′ 48″ ouest (Guipuscoa)
- Naizpe, 779 m 42° 56′ 47″ nord, 2° 14′ 13″ ouest (Guipuscoa)
- Dorrontsorogaña, 765 m 42° 58′ 53″ nord, 2° 12′ 36″ ouest (Guipuscoa)
- Gazbide, 757 m 42° 56′ 54″ nord, 2° 15′ 08″ ouest (Guipuscoa)
- Antzuzkar, 748 m 42° 55′ 58″ nord, 2° 15′ 16″ ouest (Guipuscoa)
- Atxartiko Gaña, 735 m 42° 59′ 29″ nord, 2° 12′ 51″ ouest (Guipuscoa)
- Andrelorriaga, 725 m 43° 00′ 01″ nord, 2° 12′ 20″ ouest (Guipuscoa)
- Lizarrabea, 724 m 42° 58′ 41″ nord, 2° 13′ 03″ ouest (Guipuscoa)
- Aizleor, 723 m 42° 59′ 10″ nord, 2° 15′ 05″ ouest (Guipuscoa)
- Amezti, 611 m 42° 58′ 35″ nord, 2° 16′ 40″ ouest (Guipuscoa)
- Mote, 581 m 42° 57′ 55″ nord, 2° 14′ 48″ ouest (Guipuscoa)
- Garaio, 552 m 42° 57′ 40″ nord, 2° 14′ 56″ ouest (Guipuscoa)